# North Yorkshire (district)
Ne doit pas être confondu avec Yorkshire du Nord.
Le North Yorkshire (littéralement, le « Yorkshire-du-Nord » ou le « Yorkshire-Septentrional ») est un district non métropolitain et un territoire relevant d’une autorité locale unique, situé dans le comté cérémoniel du même nom, en Angleterre, au Royaume-Uni. Son siège est Northallerton.

## Géographie
Le district s'étend sur 8 037 km2 dans le nord-est de l'Angleterre et est bordé à l'est par la mer du Nord. Son territoire occupe la plus grande partie du comté du Yorkshire du Nord.
Il comprend les villes de Great Ayton, Harrogate, Helmsley, Knaresborough, Northallerton, Norton-on-Derwent, Pickering, Richmond, Ripon, Scarborough, Selby, Skipton, Stokesley et Thirsk, ainsi que la garnison de Catterick.

## Histoire
Il est créé le 1er avril 2023 par la fusion des districts de Craven, Hambleton, Harrogate, Richmond, Ryedale, Scarborough et Selby.
Le 1er février 2024, il est réuni à la ville d'York au sein de l'autorité combinée d'York et du Yorkshire du Nord.

## Politique et administration
Le district est dirigé par un conseil de 90 membres, élus pour un mandat de quatre ans, qui à leur tour désignent un chef (leader) qui choisit neuf conseillers pour former l'exécutif.